# Coris nigrotaenia
Coris nigrotaenia Mee & Hare, 1995 è un pesce di acqua salata appartenente alla famiglia Labridae.

## Distribuzione e habitat
Proviene dalle barriere coralline delle coste di Maṣīra e Dhofar, Oman, nell'ovest dell'oceano Indiano. Di solito nuota intorno ai 20 m di profondità, spesso in aree rocciose.

## Descrizione
Presenta un corpo alto, allungato, con la testa grossa, dal profilo quasi arrotondato e la mandibola prominente che conferisce un aspetto abbastanza tozzo. La lunghezza massima registrata è 43,5 cm per i maschi e 31,1 per le femmine.
I giovani sono prevalentemente giallastri con qualche striatura azzurra sulla testa e una striscia verticale nera a circa metà del corpo. La pinna dorsale e la pinna anale sono basse e lunghe, tendenti all'arancione e con molte piccole macchie azzurre. La pinna caudale, che ha il margine dritto, è degli stessi colori. Sul peduncolo caudale è presente una piccola macchia nera.
Gli adulti sono quasi completamente blu-grigiastri, anche se sul dorso sono a volte presenti sfumature verdastre. Sulla ci sono sempre le striature azzurre-biancastre che si diramano dall'occhio. Le pinne sono prevalentemente blu, e le pinne pelviche sono abbastanza allungate.

## Riproduzione
È oviparo e la fecondazione è esterna. Non ci sono cure verso le uova. Probabilmente ermafrodita.

## Conservazione
Questa specie è classificata come "dati insufficienti" (DD) dalla lista rossa IUCN perché il suo areale è abbastanza ristretto e non si hanno informazioni precise sulla pesca, che sembrerebbe però essere abbastanza frequente.